# Équipe de Laponie de football
Maillots
L'équipe de Laponie de football est une sélection de joueurs professionnels qui est sous l'égide de la Fédération de Laponie de football (FA Sápmi (en)). Elle représente les Samis qui vivent dans le nord de la Norvège, de la Suède, de la Finlande et de la Russie. Elle est depuis 2014 membre de la Confédération des associations de football indépendantes. À ce titre, elle participe à ses compétitions internationales.
Elle fut membre de la NF-Board de 2003 à 2013, devenant ainsi champion de la Viva World Cup 2006, remportant la finale 21-1 contre Monaco,.
Cette sélection a disputé plusieurs matches depuis 1985, également contre deux équipes nationales : l'Estonie rencontrée à 4 reprises et l'Allemagne de l'Est une fois.

## Histoire

### Début
Le football en Laponie a été organisé en 1979 et en 2001, contrôlé par la Fédération des sports de Norvège et par la Fédération de Norvège de football. Le premier match de l'équipe est organisé en juin 1985 face à l'Équipe d'Åland de football.
L'association de Laponie de Football rencontrera Per Ravn Omdal (no) pour lui demander de devenir membre de la FIFA.
Le 4 juillet 2001, la Laponie remporte sa rencontre contre le Groenland 5-1.

### Création de l'association de Laponie de Football et adhésion à la NF-Board
Le 24 janvier 2003, la ville de Bodø/Glimt en Norvège accueille le match entre la Laponie et le FK Bodø/Glimt. Rencontre qui se termine par la victoire des Lapons 2-1.
Le 18 octobre 2003, l'association de Laponie de Football (Samisk fotballforbund) est fondée. La SSL est membre de la NF-Board entre 2003 et 2013.
28 juillet 2004, la Laponie rencontre la sélection de Chypre du Nord. Des joueurs comme Eirik André Lamøy (no) est appelé en sélection,,. L'équipe Lapone termine le match par un nul 1-1 devant 419 spectateurs,,. La sélection de Laponie se prépare à une éventuelle coupe du monde pour le mois de mars 2005.

### Coupe du 50e Anniversaire de la KTFF
Pour la première fois l'équipe Lapone participe à un tournoi, la Coupe du 50e Anniversaire de la KTFF du 2 au 4 novembre 2005 à Chypre du Nord. La Laponie y terminera troisième après avoir été battu par le Kosovo 4-1 et Chypre du Nord 6-2.

### VIVA World Cup 2006
Le 17 novembre 2006, la sélection de Laponie se rend à Costebelle en France pour la VIVA World Cup,, elle y rencontrera l'Occitanie. Isaac Ole Hætta est remplacé par Ivar Morten Normark comme nouveau sélectionneur de la Laponie,,,. Le 20 novembre, la Laponie dominera le rencontre en remportant le match 7-0,,. Tom Høgli fera partie des buteurs. Le 23 novembre, elle rencontre l'équipe de Monaco qu'elle bat 14-0. Le 24 novembre, la Laponie rencontre en finale Monaco, qu’elle vaincra sur un score écrasant de 21-1,,.

### VIVA World Cup 2008
Morten Pedersen a sélectionné 16 joueurs pour la VIVA World Cup 2008,.
Le 7 juillet 2008, la Laponie, champion en titre, commence le tournoi avec un match nul contre le Kurdistan 2-2. Le 9 juillet, elle rencontre l'équipe des Araméens et s’incline sur un petit score de 0-1. Le 11 juillet, la Laponie affronte la Padanie et perd une nouvelle fois 0-2. Le 12 juillet, elle remporte son dernier match de groupe face à la Provence 4-2. Le 13 juillet, elle rencontre le Kurdistan lors du match pour la troisième place et remporte la rencontre 3-1, terminant ainsi troisième de la VIVA World Cup 2008.
Le président du Parlement sami de Norvège estime que le joueur de l'équipe de Laponie, Tom Høgli, est un modèle pour le peuple sami.

### VIVA World Cup 2009
Isak Ole Hætta a choisi Kristian Bergfald comme gardien de la sélection de Laponie pour la VIVA World Cup 2009.
Le 23 juin 2009, la Laponie affronte la Provence pour son premier match de compétition est perd 1-2. Le 24 juin, elle domine et remporte son second match contre Gozo 7-2. Le 25 juin, la sélection perd face à la Padanie 0-4. Le 25 juin, elle dispute la troisième place à la Provence dans un match nul 4-4 qui se terminera aux tirs au but à l’avantage de la Laponie (5-4), qui se hisse, comme lors de l'édition précédente, à la troisième place.

### Adhésion à la ConIFA
En 2014, la Laponie rejoint la ConIFA.

### Coupe du monde de football ConIFA 2014
Isak Ole Hætta a sélectionné 17 joueurs pour la Coupe du monde de football ConIFA 2014.
Le 2 juin 2014, la Laponie affronte l'Abkhazie,	la rencontre se termine par une défaite de 1-2. Le 3 juin, la sélection rencontre l'Occitanie est perd sa seconde rencontre 0-1,. Le 4 juin, elle remporte son premier match face à Îlam tamoul 4-2. Le 5 juin 2014, elle affronte le Haut-Karabagh et perd 1-5. La Laponie termine à la dixième place.

### Coupe du monde de football ConIFA 2016
Morten Pedersen emmènera la sélection de Laponie à la Coupe du monde de football ConIFA en Abkhazie,,.
Le 29 mai 2016, la Laponie commence son premier match par une victoire face à la Somaliland 5-0,. Le 30 mai, elle perd sa seconde rencontre contre le Penjab 0-1. Le 1er juin, la sélection perd en quart de finale contre l'Abkhazie 0-2. Le 3 juin, elle remporte son premier match de classement contre les Coréens-uni du Japon 2-1. Le 4 juin 2016, la Laponie termine sa dernière rencontre de la compétition en battant l'Arménie occidentale 3-0, terminant ainsi à la cinquième place,.

### Coupe du monde de football ConIFA 2018
La sélection de Laponie ne participera pas à la troisième Coupe du monde de football ConIFA qui a lieu en Angleterre.

### Coupe d'Europe de football ConIFA 2019
Pour son premier championnat européen, la Laponie débutera dans le groupe 1 avec l’hôte du tournoi le Haut-Karabagh et la république populaire de Lougansk.

## Parcours dans les compétitions internationales
| Année | Lieu   | Position     | Match | Victoire | Nul | Défaite | but marqué | but encaissé |
| ----- | ------ | ------------ | ----- | -------- | --- | ------- | ---------- | ------------ |
| 2006  | France | Champion     | 4     | 4        | 0   | 0       | 45         | 1            |
| 2008  | Suède  | Troisième    | 5     | 2        | 1   | 2       | 9          | 8            |
| 2009  | Italie | Troisième    | 4     | 1        | 1   | 2       | 12         | 12           |
| 2010  | Malte  | Non présente | -     | -        | -   | -       | -          | -            |
| 2012  | Irak   | Non présente | -     | -        | -   | -       | -          | -            |

| Année | Lieu       | Position     | Match | Victoire | Nul | Défaite | but marqué | but encaissé |
| ----- | ---------- | ------------ | ----- | -------- | --- | ------- | ---------- | ------------ |
| 2014  | Suède      | Dixième      | 4     | 1        | 0   | 3       | 6          | 10           |
| 2016  | Abkhazie   | Cinquième    | 5     | 3        | 1   | 1       | 10         | 4            |
| 2018  | Angleterre | Non présente | -     | -        | -   | -       | -          | -            |
| 2020  | -          | -            | -     | -        | -   | -       | -          | -            |

| Année | Lieu           | Position  | Match | Victoire | Nul | Défaite | but marqué | but encaissé |
| ----- | -------------- | --------- | ----- | -------- | --- | ------- | ---------- | ------------ |
| 2005  | Chypre du Nord | Troisième | 2     | 0        | 0   | 2       | 3          | 10           |

| Année | Lieu           | Position     | Match | Victoire | Nul | Défaite | but marqué | but encaissé |
| ----- | -------------- | ------------ | ----- | -------- | --- | ------- | ---------- | ------------ |
| 2015  | Hongrie        | Non présente | -     | -        | -   | -       | -          | -            |
| 2017  | Chypre du Nord | Non présente | -     | -        | -   | -       | -          | -            |
| 2019  | Haut-Karabagh  | Septième     | 5     | 1        | 0   | 4       | 5          | 14           |

### Distinctions individuelles
Meilleurs buteurs de la VIVA World Cup 2006 avec 6 buts inscrits Eirik Lamøy, Tom Høgli et Steffen Nystrøm.
Meilleurs buteurs de la VIVA World Cup 2009 avec 5 buts inscrits Svein Thomassen.

## Matches internationaux
Le tableau suivant liste les rencontres de l'Équipe de Laponie de football.
| No | Date             | Lieu                      | Laponie | Adversaire          | Score       | Compétition                            | Buteur(s) pour la Laponie | Buteur(s) pour l'adversaire                                                                                    | Rapport      |
| -- | ---------------- | ------------------------- | ------- | ------------------- | ----------- | -------------------------------------- | --- | --- | ------------ |
| 1  | juin 1985        | Åland                     | Laponie | Åland               | P 2-4       | A.                                     | 19e 65e Kalle Tjäder | 44e 50e 64e Christer Madsson, 83e Anders Ericsson                                                              | (Rapport)    |
| 2  | juin 1986        | Laponie                   | Laponie | Åland               | V 2-0       | A.                                     | Kalle Tjäder, Anders Logje | | [ (Rapport)] |
| 3  | juin 1987        | Åland                     | Laponie | Åland               | P 0-1       | A.                                     | | | [ (Rapport)] |
| 4  | juillet 1987     | Gällivare Suède           | Laponie | Gällivare           | V 3-0       | A.                                     | | | [ (Rapport)] |
| 5  | juillet 1987     | Laponie                   | Laponie | Allemagne de l'Est  | P 0-6       | A.                                     | | 3e Markus Wuckel, 39e Damian Halata, 58e Jens Pahlke, 75e Frank Pastor, 83e Christian Backs, 87e Harald Mothes | [ (Rapport)] |
| 6  | octobre 1990     | Estonie                   | Laponie | Estonie             | P 0-2       | A.                                     | | Urmas Liivamaa, Urmas Kirs                                                                                     | [ (Rapport)] |
| 7  | juin 1991        | Laponie                   | Laponie | Estonie             | V 2-1       | A.                                     | 9e Stig Tore Karlsen, 53e Yngve Mikalsen | 23e Sergei Bragin                                                                                              | (Rapport)    |
| 8  | juillet 1992     | Estonie                   | Laponie | Estonie             | P 1-2       | A.                                     | 69e Jørgen Heikki | 11e Aleksander Puštov, 23e Urmas Kirs                                                                          | [ (Rapport)] |
| 9  | 7 août 1998      | Suède                     | Laponie | Estonie             | N 0-0       | A.                                     | | | (Rapport)    |
| 10 | 4 juillet 2001   | Danemark                  | Laponie | Groenland           | V 5-1       | A.                                     | 8e Ole Johan Henriksen, 40e Jan Egil Brekke, 50e 83e Ståle Johansen, 79e Joar Eira Rasdal | 52e Janik Holm                                                                                                 | (Rapport)    |
| 11 | 15 août 2001     | Skjervøy Norvège          | Laponie | Skjervøy IK         | V 7-4       | A.                                     | 34e 63e 85e 88e Ole Johan Henriksen, 46e Anders Eivind Eira, 52e 80e Hans-Otto Larsen, | 17e Roger Bjørvik Johansen, 42e Robert Wilhelmsen, 49e aymond Fredriksen, 90e Håkon Waage                      | (Rapport)    |
| 12 | 24 janvier 2003  | Bodø/Glimt Norvège        | Laponie | FK Bodø/Glimt       | V 2-1       | A.                                     | | Runar Berg | (Rapport)    |
| 13 | 28 juillet 2004  | Tromsø Norvège            | Laponie | Chypre du Nord      | N 1-1       | A.                                     | 61e Aslak Sokki | 76e Ali Oraloglu                                                                                               | (Rapport)    |
| 14 | 7 mai 2005       | Kyrenia Chypre du Nord    | Laponie | Kosovo              | P 1-4       | Coupe du 50e Anniversaire de la KTFF   | 79e Jonas Johansen | 39e Shpëtim Hasani, 55e Erdogan Brando, 59e Ilir Nallbani, 78e Ismet Ramushi                                   | (Rapport)    |
| 15 | 7 juin 2005      | Kyrenia Chypre du Nord    | Laponie | Chypre du Nord      | P 2-6       | Coupe du 50e Anniversaire de la KTFF   | 15e Anders Eivind Eira, 59e Jonas Johansen | Yasin 12e 35e 50e Uçaner 83e 90+3e Ugur 88e                                                                    | [ (Rapport)] |
| 16 | 20 novembre 2006 | Costebelle France         | Laponie | Occitanie           | V 7-0       | VIVA World Cup 2006                    | Tom Høgli, Eirik Lamøy, Steffen Nystrøm, Olav Råstad, Torkil Nilssen, Espen Bruer | | (Rapport)    |
| 17 | 21 novembre 2006 | Costebelle France         | Laponie | Cameroun du sud     | V 3-0       | VIVA World Cup 2006                    | | | (Rapport)    |
| 18 | 23 novembre 2006 | Hyères France             | Laponie | Monaco              | V 14-0      | VIVA World Cup 2006                    | 5e 17e 45e 50e Trond Olsen, 12e 16e 23e 28e Steffen Nystrøm, 26e Magnus Andersen, 40e Olav Råstad, 57e Eirik Lamøy, 66e Espen Bruer, 77e Tom Høgli, 83e Jonas Johansen                                                                      | | (Rapport)    |
| 19 | 24 novembre 2006 | Hyères France             | Laponie | Monaco              | V 21-1      | VIVA World Cup 2006                    | 5e Trond Olsen, 7e 20e 40e Tom Høgli, 32e 39e 51e 55e Eirik Lamøy, 35e Steffen Nystrøm, 38e 45e Olav Råstad, 59e 81e Espen Bruer, 62e 65e 88e Jonas Johansen, 72e Leif Arne Brekke, 76e 78e Torkil Nilssen, 84e Espen Minde, 87e Matti Eira | 50e Romain Armita                                                                                              | (Rapport)    |
| 20 | 7 juillet 2008   | Gällivare Suède           | Laponie | Kurdistan           | N 2-2       | VIVA World Cup 2008                    | 50e Matti Eira, 63e Erik Bertelesen | 40e Ciawar Khandan, 70e Halgurd Mulla Mohammed                                                                 | (Rapport)    |
| 21 | 9 juillet 2008   | Gällivare Suède           | Laponie | Araméens            | P 0-1       | VIVA World Cup 2008                    | | 62e Tuncay Yüksel                                                                                              | [ (Rapport)] |
| 22 | 11 juillet 2008  | Malmberget Suède          | Laponie | Padanie             | P 0-2       | VIVA World Cup 2008                    | | 85e Michele Cossato, 87e Giordan Ligarotti                                                                     | (Rapport)    |
| 23 | 12 juillet 2008  | Malmberget Suède          | Laponie | Provence            | V 4-2       | VIVA World Cup 2008                    | 3e Matti Eira, 7e Mikal Eira, 28e Johan Logje, 83e Steffen Dreyer | 5e 14e Stephan Giordano                                                                                        | [ (Rapport)] |
| 24 | 13 juillet 2008  | Malmberget Suède          | Laponie | Kurdistan           | V 3-1       | VIVA World Cup 2008                    | 6e 32e Mikal Eira, 32e Mikal Stangnes | 90e Ismail Jalal                                                                                               | [ (Rapport)] |
| 25 | 23 juin 2009     | Varèse Italie             | Laponie | Provence            | P 1-2       | VIVA World Cup 2009                    | 5e Erik Berelsen | 37e Enais Hammoud, 64e Eddy Hammami                                                                            | (Rapport)    |
| 26 | 24 juin 2009     | Brescia Italie            | Laponie | Gozo                | V 7-2       | VIVA World Cup 2009                    | 12e 16e 17e Svein Thomassen, 48e John Eira, 52e 84e Daniel Reginiussen, 78e Espen Bruer | 79e 86e Christian Bugeja                                                                                       | [ (Rapport)] |
| 27 | 25 juin 2009     | Varèse Italie             | Laponie | Padanie             | P 0-4       | VIVA World Cup 2009                    | | 12e Emanuele Pedersoli, 38e Alessio Battaglino, 41e Ole Hætta, 85e Giordan Ligarotti                           | (Rapport)    |
| 28 | 25 juin 2009     | Brescia Italie            | Laponie | Provence            | N 4-4 (5-4) | VIVA World Cup 2009                    | 13e 53e Svein Thomassen, 18e Espen Bruer, 82e Daniel Reginiussen | 14e 88e Enais Hammoud, 16e Jean-Jacques Matel, 21e Benjamin Bennattar                                          | (Rapport)    |
| 29 | 30 mars 2012     | Toulouse France           | Laponie | Occitanie           | P 2-3       | A.                                     | Jon Andreas Eira, Daniel Reginiussen | 65e Benjamin Bastier, 78e Clément Hellard, 90e Mickael Bertini                                                 | (Rapport)    |
| 30 | 2 juin 2014      | Östersund Suède           | Laponie | Abkhazie            | P 1-2       | Coupe du monde de football ConIFA 2014 | 51e Jirijoonas Kanth | 19e Amal Vardania, 72e Vladimir Argun                                                                          | (Rapport)    |
| 31 | 3 juin 2014      | Östersund Suède           | Laponie | Occitanie           | P 0-1       | Coupe du monde de football ConIFA 2014 | | 47e Guillaume Lafuente                                                                                         | (Rapport)    |
| 32 | 4 juin 2014      | Östersund Suède           | Laponie | Îlam tamoul         | V 4-2       | Coupe du monde de football ConIFA 2014 | 58e 66e Steffen Dreyer, ? | 55e 77e Prashanth Ragvani                                                                                      | (Rapport)    |
| 33 | 5 juin 2014      | Östersund Suède           | Laponie | Haut-Karabagh       | P 1-5       | Coupe du monde de football ConIFA 2014 | 68e Arle Ivar Ring | 30e 83e Gevorg Poghosyan, 30e 83e Mihran Manasyan, 64e Armen Petrosyan                                         | (Rapport)    |
| 34 | 29 mai 2016      | Gagra Abkhazie            | Laponie | Somaliland          | V 5-0       | Coupe du monde de football ConIFA 2016 | 15e Lars Iver Strand, 50e Jarkko Lahdenmaki, 60e John Steinar Eriksen, 70e Stein Arne Mannsverk, 80e Hans Age Yndestad | | (Rapport)    |
| 35 | 30 mai 2016      | Gagra Abkhazie            | Laponie | Penjab              | P 0-1       | Coupe du monde de football ConIFA 2016 | | 2e Gurjit Singh                                                                                                | (Rapport)    |
| 36 | 1er juin 2016    | Soukhoumi Abkhazie        | Laponie | Abkhazie            | P 0-2       | Coupe du monde de football ConIFA 2016 | | 35e 73e Dmitri Kortava                                                                                         | (Rapport)    |
| 37 | 3 juin 2016      | Soukhoumi Abkhazie        | Laponie | Coréen-uni du Japon | V 2-1       | Coupe du monde de football ConIFA 2016 | 9e Yndestad Hans- Åge, 61e Jørgen Nilsen Jerijärvi | 2e Kim Su-Yong                                                                                                 | (Rapport)    |
| 38 | 4 juin 2016      | Gagra Abkhazie            | Laponie | Arménie occidentale | V 3-0       | Coupe du monde de football ConIFA 2016 | Jarkko Lahdenmäki, Samuli Laitila, Stein Arne Mannsverk | | (Rapport)    |
| 39 | 2 juin 2019      | Stepanakert Haut-Karabagh | Laponie | Haut-Karabagh       | P 2-3       | Coupe d'Europe de football Conifa 2019 | 24e Benjamin Zakrisson, 83e Kristoffer Edvardsen | 3e Norik Mkrtchyan, 43e Arsen Sargsyan, 82e Dmitry Malyaka                                                     | (Rapport)    |
| 40 | 3 juin 2019      | Martouni Haut-Karabagh    | Laponie | Abkhazie            | P 0-1       | Coupe d'Europe de football Conifa 2019 | | 45+2e Georgiy Dgebuadze                                                                                        | (Rapport)    |
| 41 | 4 juin 2019      | Martakert Haut-Karabagh   | Laponie | Chameria            | P 0-4       | Coupe d'Europe de football Conifa 2019 | | 5e Vilson Mziu · 22e 45e Edmond Hoxha · 78e Marko Çema                                                         | (Rapport)    |
| 42 | 6 juin 2019      | Martouni Haut-Karabagh    | Laponie | Padanie             | P 0-4       | Coupe d'Europe de football Conifa 2019 | | 4e Niccolò Colombo, 45e 73e Federico Corno, 46e (pen.) Riccardo Ravasi                                         | (Rapport)    |
| 43 | 8 juin 2019      | Askeran Haut-Karabagh     | Laponie | Pays sicule         | V 3-2       | Coupe d'Europe de football Conifa 2019 | 17e Benjamin Zakrisson, 19e 75e Samuli Laitila | 35e Rajmond Balint, 55e (pen.) Kovács Ákos                                                                     | (Rapport)    |
| 44 | 15 juillet 2023  | Falmouth Angleterre       | Laponie | Cornouailles        | P 1-2       | A.                                     | Martin Mienna | Max Gilbert, Dan Jennings                                                                                      | (Rapport)    |

| Score : - V = Match gagné - N = Match nul - P = Match perdu | Compétition : - A. = Match amical - C. = Compétition |

### Équipes rencontrées
| Adversaire          | Joués | Victoires | Matchs nuls | Défaites | Buts pour | Buts contre |
| ------------------- | ----- | --------- | ----------- | -------- | --------- | ----------- |
| Estonie             | 4     | 1         | 1           | 2        | 3         | 5           |
| Allemagne de l'Est  | 1     | 0         | 0           | 1        | 0         | 6           |
| Kosovo              | 1     | 0         | 0           | 1        | 1         | 4           |
| Åland               | 3     | 1         | 0           | 2        | 4         | 5           |
| Padanie             | 3     | 0         | 0           | 3        | 0         | 10          |
| Occitanie           | 3     | 1         | 0           | 2        | 9         | 4           |
| Abkhazie            | 3     | 0         | 0           | 3        | 1         | 5           |
| Provence            | 3     | 1         | 1           | 1        | 9         | 8           |
| Monaco              | 2     | 2         | 0           | 0        | 35        | 1           |
| Kurdistan           | 2     | 1         | 1           | 0        | 5         | 3           |
| Chypre du Nord      | 2     | 0         | 1           | 1        | 7         | 3           |
| Haut-Karabagh       | 2     | 0         | 0           | 2        | 3         | 8           |
| Groenland           | 1     | 1         | 0           | 0        | 5         | 1           |
| Araméens            | 1     | 0         | 0           | 1        | 0         | 1           |
| Tamil Eelam         | 1     | 1         | 0           | 0        | 4         | 2           |
| Arménie occidentale | 1     | 1         | 0           | 0        | 3         | 0           |
| Coréen-uni du Japon | 1     | 1         | 0           | 0        | 2         | 1           |
| Penjab              | 1     | 0         | 0           | 1        | 0         | 1           |
| Somaliland          | 1     | 1         | 0           | 0        | 5         | 0           |
| Chameria            | 1     | 0         | 0           | 1        | 0         | 4           |
| Pays sicule         | 1     | 1         | 0           | 0        | 3         | 2           |
| Cornouailles        | 1     | 0         | 0           | 1        | 1         | 2           |
| Gozo                | 1     | 1         | 0           | 0        | 7         | 2           |
| Cameroun du sud     | 1     | 1         | 0           | 0        | 3         | 0           |
| Gällivare           | 1     | 1         | 0           | 0        | 3         | 0           |
| Skjervøy            | 1     | 1         | 0           | 0        | 7         | 4           |
| FK Bodø/Glimt       | 1     | 1         | 0           | 0        | 2         | 1           |
| Total               | 44    | 18        | 4           | 22       | 124       | 83          |

## Meilleurs buteurs
| 6 buts | | |
| Eirik Lamøy (en) Steffen Nystrøm (en) Jonas Johansen (en) Espen Bruer | | |
| 5 buts | | |
| Ole Johan Henriksen Trond Olsen Tom Høgli Svein-Ove Thomassen (no) | | |
| 4 buts | | |
| Olav Råstad (en) Steffen Dreyer | | |
| 3 buts | | |
| Kalle Tjäder Torkil Nilssen Matti Eira Mikal Eira Daniel Reginiussen Samuli Laitila | | |
| 2 buts | | |
| Hans-Otto Larsen Erik Bertelesen Hans Åge Yndestad (en) Jarkko Lahdenmäki (en) Stein Arne Mannsverk Anders Eivind Eira Benjamin Zakrisson | | |
| 1 but | | |
| \| Anders Logje Johan Logje Stig Tore Karlsen Yngve Mikalsen Jørgen Heikki Jan Egil Brekke (no) Leif Arne Brekke (en) \| Joar Eira Rasdal Aslak Sokki Magnus Andersen (footballer) (en) Espen Minde (en) Mikal Stangnes John Eira Ståle Johansen \| Jon Andreas Eira Jirijoonas Kanth Lars Iver Strand Arle Ivar Ring John Steinar Eriksen Jørgen Nilsen Jerijärvi Kristoffer Edvardsen Martin Mienna \| | | |
| Anders Logje Johan Logje Stig Tore Karlsen Yngve Mikalsen Jørgen Heikki Jan Egil Brekke (no) Leif Arne Brekke (en) | Joar Eira Rasdal Aslak Sokki Magnus Andersen (footballer) (en) Espen Minde (en) Mikal Stangnes John Eira Ståle Johansen | Jon Andreas Eira Jirijoonas Kanth Lars Iver Strand Arle Ivar Ring John Steinar Eriksen Jørgen Nilsen Jerijärvi Kristoffer Edvardsen Martin Mienna |

## Personnalités de l'équipe de Laponie de football

### Effectif
| Nom                  |
| -------------------- |
| Adrian Mikkelsen     |
| Torkild Nilsen       |
| Ante Smuk            |
| Karl Magnus Ø. Eide  |
| Arle Ivar Ring       |
| Jon Steinar Eriksen  |
| Mads Petter Utsi     |
| Roy Arild Rasmussen  |
| Frank Ole Vars       |
| Mikkel Ole Eira      |
| Per Isak Vars        |
| Svenn Johansen       |
| Raymond Johnsen      |
| Steffen Dreyer       |
| Simen Kjær           |
| Sindre Brandsegg     |
| Jakob Johansson Inga |
| Jens Andersson       |
| Jirijoonas Kanth     |
| John Eriksson        |

| Nom                         |
| --------------------------- |
| Alexander Ellingsen         |
| Andreas Mortensen skervöy   |
| Öyvind Garfjell Lyngen      |
| Jon Steinar Eriksen         |
| Michael Santana             |
| Tom Karlsen                 |
| Erik Bertelsen              |
| Jiri Joonas kanth           |
| Sam laitila laajasalon      |
| Lars Iver Strand Sandefjord |
| Morten Moldskred            |
| Hans Åge Yndestad           |
| Mikael Jannok Gällivare     |
| Jörgen n jerijervi          |
| Johan Bergkvist             |
| Pierre Arne Mannsverk       |
| Jarkko Lahdenmäki           |
| Par Anders Pokka            |

| Laponie,                      | Laponie,                |
| Club                          | Nom                     |
| ----------------------------- | ----------------------- |
| Gardien                       |                         |
| Sollentuna FK (en)            | Anton Sarri             |
| Tverrelvdalen IL (no)         | Alexander Ellingsen     |
| Défenseur                     |                         |
| Sans club                     | Jirijoonas Kanth        |
| Sans club                     | Jarkko Lahdenmäki (en)  |
| Gällivare Malmbergets FF (en) | Mikael Jannok,          |
| RoPS Rovaniemi                | Joona Lahdenmäki        |
| Bjørnevatn IL (no)            | Dan Michael Randa       |
| Ishavsbyen FK (no)            | Kristoffer Edvardsen    |
| Milieu de terrain             |                         |
| Täfteå IK (sv)                | Benjamin Zakrisson      |
| Kautokeino IL (en)            | Mika Haetta             |
| Kautokeino IL (en)            | Samuli Laitila          |
| Kirkenes IF (en)              | Asgeir Eliassen         |
| Laajasalon Palloseura (en)    | Samuli Laitila          |
| Attaquant                     |                         |
| Tverrelvdalen IL (en)         | Stein Arne Mannsverk    |
| Tverrelvdalen IL (en)         | Rickard Ellingsen       |
| Ishavsbyen FK (en)            | John Mathis Haetta Gaup |
| KIF Helsinki                  | Jari Barsk              |
| RoPS Rovaniemi                | Tuomas Leppäkangas      |
| Staff                         | Nom                     |
| Sélectionneur                 | Jon Steinar Eriksen     |
| Entraîneur adjoint            | Jonas Kurak             |
| Physiothérapeute              | Curt Edlund             |
| Président                     | Hakan Kuorak            |
| chef d'équipe                 | Nicklas Danielsen       |

### Sélectionneurs
| Sélectionneurs           | Période       | Matchs | Gagnés | Nuls | Perdus | Gagnés % |
| ------------------------ | ------------- | ------ | ------ | ---- | ------ | -------- |
| Mikkel Bongo             | 1985-1987     | 5      | 2      | 0    | 3      | 40       |
| ?                        | 1990-1998     | 4      | 1      | 1    | 2      | 25       |
| Isak Ole Hætta           | 2001-2005     | 6      | 3      | 1    | 2      | 50       |
| Ivar Morten Normark (en) | 2006          | 4      | 4      | 0    | 0      | 100      |
| Morten Pedersen          | 2008          | 5      | 2      | 1    | 2      | 40       |
| Isak Ole Hætta           | 2009          | 4      | 1      | 1    | 2      | 25       |
| Svein Ole Sandvik        | 2012          | 1      | 0      | 0    | 1      | 0        |
| Isak Ole Hætta           | 2014          | 4      | 1      | 0    | 3      | 25       |
| Morten Pedersen (en)     | 2016          | 5      | 3      | 0    | 2      | 60       |
| Jon Steinar Eriksen      | 2019-en cours | 6      | 1      | 0    | 5      | 16,67    |
| Totals                   | Totals        | 44     | 18     | 4    | 22     | 40,91    |

### Président de la FA Sápmi
La Samisk fotballforbund (SSL) (Association de football sami) est né le 18 octobre 2003 est disparaît en 2013, en mars 2014 la FA Sápmi remplace la SSL.
| Nom                         | Période        |
| --------------------------- | -------------- |
| Samisk fotballforbund (SSL) |                |
| Leif Isak Nilut,            | 2003-2008      |
| Mikkel Isak Eira (no)       | 2008-2013      |
| FA Sápmi                    |                |
| Håkan Kuorak                | 2014- en cours |